# Cesta hrdinov SNP
Der Cesta hrdinov SNP (deutsch Weg der Helden des Slowakischen Nationalaufstandes; auch nur Weg der Helden) ist der bedeutendste Fernwanderweg der Slowakei. Er zieht sich durch die ganze Slowakei von der Burg Devín an der Mündung der March in die Donau bei Bratislava bis zum Duklapass an der polnisch-slowakischen Grenze bei Vyšný Komárnik. Auf einer Länge von 26 Kilometer passiert der Weg das tschechische Territorium. Die Trasse verbindet viele Orte miteinander, die mit dem Slowakischen Nationalaufstand oder der Befreiung der Slowakei in den Jahren 1944 und 1945 verbunden sind.
Der Klub slovenských turistov gibt die Gesamtlänge des Wegs mit 769 Kilometern an. In anderen Publikationen kann die Länge zwischen 750 und 770 Kilometer variieren. Der ganze Weg ist mit einer roten Markierung versehen. Durchschnittlich braucht man drei bis vier Wochen, um den ganzen Weg zu bewältigen.
Der Weg ist fast vollständig identisch mit dem slowakischen Abschnitt des Europäischen Fernwanderwegs E8 und ist vom Abzweig Biely kríž bei Svätý Jur bis zum Grabmal von Milan Rastislav Štefánik auf dem Berg Bradlo bei Brezová pod Bradlom identisch mit der Štefánikova magistrála.

## Geschichte
Die Vorgänger des Cesta hrdinov SNP entstanden in der Ersten Tschechoslowakischen Republik. Ein Fernwanderweg namens Štefánikova cesta (Štefánik-Weg) wurde 1923 erstmals vom Berg Bradlo bei Brezová pod Bradlom nach Radhošť in Mähren angelegt. 1294 beschloss der Klub Tschechoslowakischer Touristen die Verlängerung dieser Trasse nach Devín, allerdings mit spärlichen Angaben zur tatsächlichen Umsetzung in den nächsten Jahren. Ebenfalls im Jahr 1924 wurde ein Projekt der Stredoslovenská cesta (= Mittelslowakischer Weg) von Vršatec über Kláštor pod Znievom und den Hauptkamm der Niederen Tatra sowie das Slowakische Paradies nach Spišská Nová Ves ausgearbeitet und schrittweise umgesetzt. Die beiden Wanderwege wurden schließlich 1928 zum neuen, ebenfalls Štefánikova cesta genannten Wanderweg vereinigt, mit einem Verbindungsstück zwischen dem Berg Machnáč (nordwestlich von Drietoma) und Košecké Rovné (bei Zliechov). Der Endpunkt dieses Wegs befand sich 1937 in Košice, nach früheren Quellen aber bereits bei der Berghütte Chata generála Milana Rastislava Štefánika unterhalb des Ďumbier in der Niederen Tatra.
Mit politischen Umwälzungen in den Jahren 1938 und 1939 überquerte die Trasse dieses Wegs gleich viermal eine Staatsgrenze. Der Beginn lag im nun Theben genannten Ort im Deutschen Reich, der Teil zwischen Veľká Javorina nach Kykula verlief durch das Protektorat Böhmen und Mähren, der östliche Endpunkt lag in der nun Kassa genannten Stadt in Horthys Ungarn. Zwar wurde der Tourismus auch während des Zweiten Weltkriegs in bescheidenem Maße betrieben, in den Jahren 1944 und 1945 wurden aber weite Teile der touristischen Infrastruktur im Zuge von Kampfhandlungen zerstört. Auch nach der Wiederherstellung der Tschechoslowakei wurde der alte Fernwanderweg kaum noch gewartet und nach dem Februarumsturz 1948, als Štefániks Name in Ungnade fiel, auch nicht mehr so bezeichnet. 
Erst in der zweiten Hälfte der 1950er Jahre, mit dem Wiederaufkommen des Tourismus, begannen Neuplanungen. 1956 beschloss man, einen Fernwanderweg namens Slovenská magistrála (= Slowakische Magistrale) von Devín zum Duklapass anzulegen, wobei etwa drei Viertel der Trasse der Štefánikova cesta wiederverwendet wurden. Eine größere Abweichung entstand zwischen dem Abzweig Kráľova hoľa und Košice, als eine Trasse über den südlichen Teil der Volovské vrchy anstatt über Spišská Nová Ves gewählt wurde. Die Trasse vom Sattel Sedlo pod Vysokým vrchom (bei Košice) zum Duklapass war neu und übernahm einige in den 1930er Jahren angelegten Wanderwege in der Landschaft Šariš. Der Name Cesta hrdinov SNP wird seit 1959 durchgehend verwendet.
Aufgrund der Grenznähe von Devín zu Österreich (Eiserner Vorhang) war zuerst Bratislavas Hauptbahnhof Startpunkt des Cesta hrdinov SNP, erst nach teilweisen Lockerung konnte 1964/1965 der Beginn nach Devín verlegt werden. Seither fanden unzählige Trassenänderungen statt: zu den größten gehört die 1975 erfolgte Neutrassierung von Čičmany bis zum Berg Krížna in der Großen Fatra, die anstatt über Kláštor pod Znievom und teilweise durch das Turzbecken nun in einem Halbkreis über das südlich gelegene Kremnické Bane, möglichst durch Gebirge, verläuft, sodass der Weg in diesem Bereich um etwa 40 Kilometer verlängert wurde. Auch innerhalb Bratislavas wurde die Trasse mehrfach geändert, 2012 wurde das Teilstück zwischen Horná Poruba und Zliechov ebenfalls neu trassiert.
1990/1991 erhielt die Trasse von Devín zum Berg Bradlo den Namen Štefánikova magistrála (Štefánik-Magistrale), der Name Cesta hrdinov SNP verblieb für die übrige Strecke. 2013 wurde der Anfang der Štefánikova magistrala zum symbolischen Štefánik-Grabmal bei Ivanka pri Dunaji verlegt, nach einer Übergangsperiode trägt seit 2019 der Abschnitt zwischen dem Abzweig Biely kríž bei Svätý Jur zum Berg Bradlo die Doppelbezeichnung Cesta hrdinov SNP/Štefánikova magistrála.

## Wegverlauf

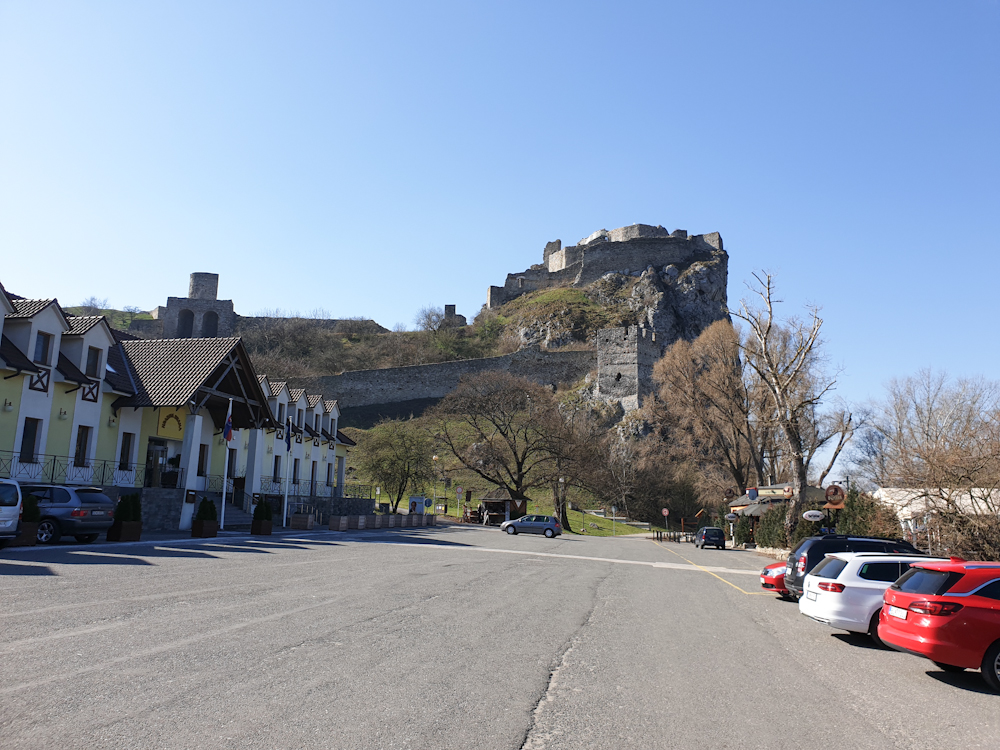
Parkplatz unterhalb der Burg Devín, Startpunkt des Wegs

Der Cesta hrdinov SNP ist landschaftlich vielfältig, einige Teilstrecken führen durch Talkessel und bewohnte Gebiete, größtenteils verläuft er aber durch Gebirge und über Gebirgskämme. Nach dem Anfang in Devín und über Devínska Kobyla, Slavín und Kamzík führt der Weg entlang des Hauptkamms der Kleinen Karpaten, bevor er den Berg Bradlo mit dem Grabmal von Milan Rastislav Štefánik bei Brezová pod Bradlom erreicht. Durch die Weiler-Gegend rund um Myjava kommt der Weg in die Weißen Karpaten. Zwischen dem Berg Veľká Javorina und dem Sattel Kykula passiert der Weg das tschechische Territorium, bevor er anschließend in Trenčín die Waag überquert. Bei Trenčianske Teplice geht die Trasse in die Strážovské vrchy bergauf, passiert unter anderen Horná Poruba und Čičmany bis zum Sattel Fačkov am Rande der Kleinen Fatra.

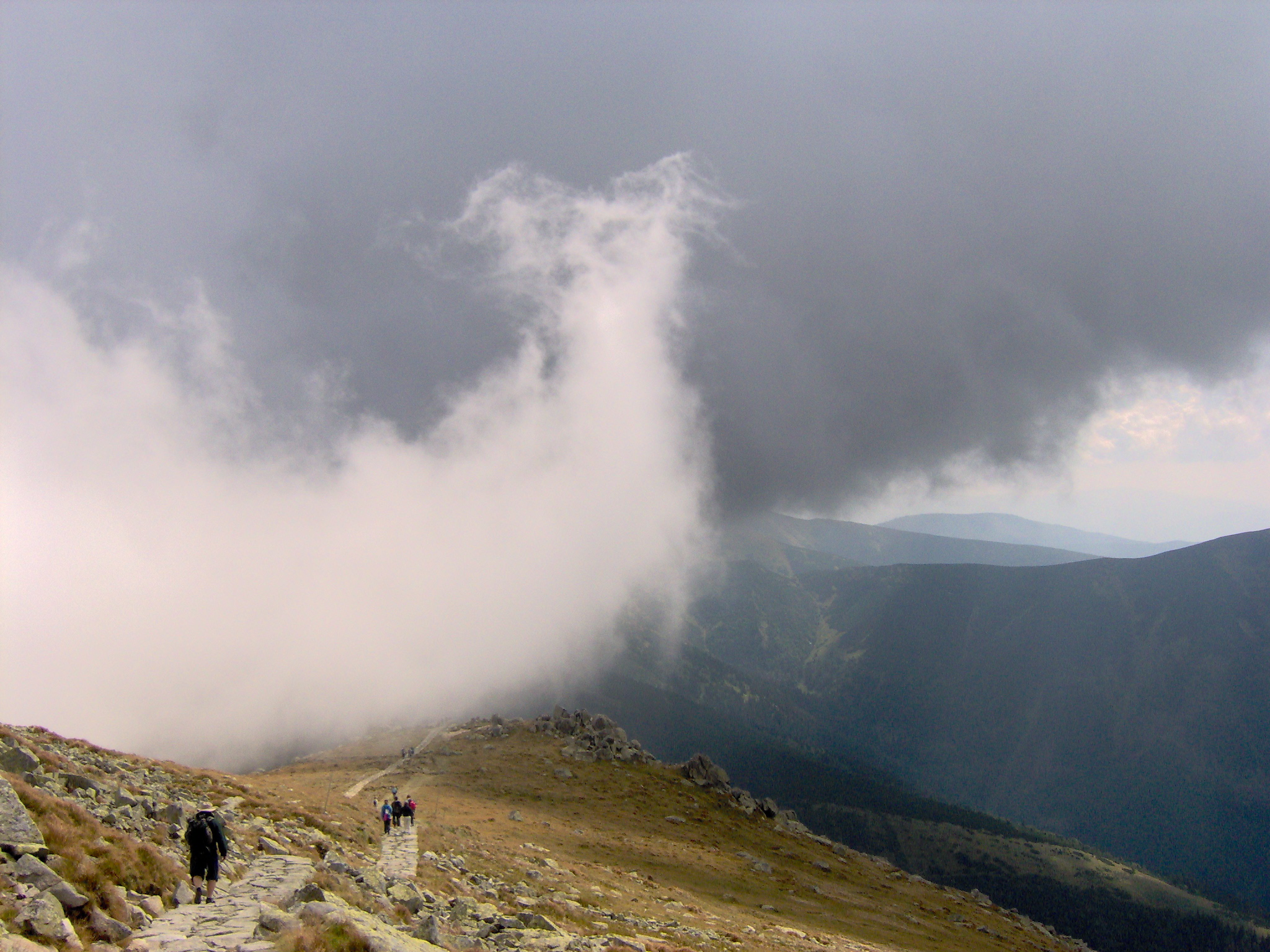
Der Weg am Hauptkamm der Niederen Tatra zwischen Chopok und Ďumbier

Die Trasse umgeht die historische Turz (slowakisch Turiec) durch den Hauptkamm des Žiargebirges, bevor sie nördlich von Handlová die Kremnitzer Berge erreicht. Hinter Kremnica passiert die Trasse zuerst den Sattel Malý Šturec und wechselt in die Große Fatra, führt dann über den Sattel Veľký Šturec und den Berg Zvolen bei Donovaly. Ab dort beginnt der fast 100 Kilometer lange Abschnitt am Hauptkamm der Niederen Tatra, in dessen Verlauf Chopok, der höchste Punkt des Wegs, sowie den Sattel Čertovica und den Berg Kráľova hoľa am Ostrand der Niederen Tatra erreicht werden. 

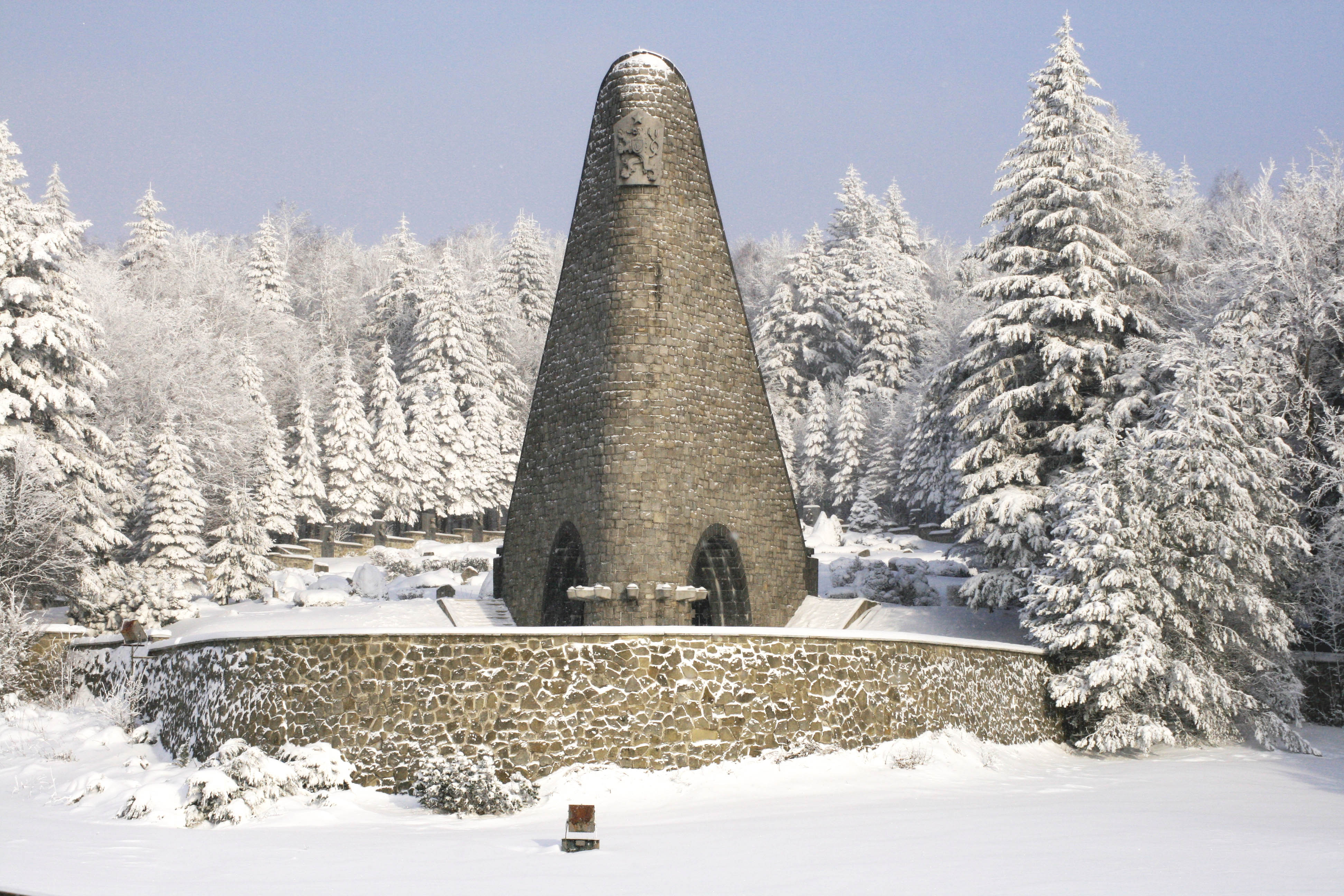
Denkmal am Duklapass, Endpunkt des Wegs

Am Sattel Besník östlich von Telgárt erreicht die Trasse das Slowakische Erzgebirge (Slovenské rudohorie) und folgt dem Hauptkamm der Volovské vrchy bis zum Stadtrand von Košice am Berg Jahodná. Dort wendet sich der Weg nach Norden, und über den kleinen Gebirgszug Čierna hora erreicht sie alsbald das besiedelte Bergland Šarišská vrchovina, passiert den Stadtrand von Prešov und steigt hinter Veľký Šariš hinauf in das Čergov-Gebirge. Der letzte Abschnitt durch das Bergland Ondavská vrchovina in den Niederen Beskiden passiert die Stadt Bardejov, über den Berg Čierna hora erreicht er Svidník, bevor er über Kapišová und Medvedie am Duklapass ankommt, der das Ende des Weges bildet.